# Limnephilus atercus
Limnephilus atercus är en nattsländeart som beskrevs av Donald G. Denning 1965. Limnephilus atercus ingår i släktet Limnephilus och familjen husmasknattsländor. Inga underarter finns listade i Catalogue of Life.